# Challenge Féminin 2018
Il Challenge Féminin 2018 è la 4ª edizione del campionato di football americano femminile di primo livello, organizzato dalla FFFA.

## Squadre partecipanti
| Club                         | Città              | Stadio | Sponsor ufficiale | Risultato nella stagione 2017 |
| ---------------------------- | ------------------ | ------ | ----------------- | ----------------------------- |
| Alpine Thunders              | Bron               |        |                   |                               |
| ASPT 75 Dragons de Paris     | Parigi             |        |                   |                               |
| Blue Stars de Marseille      | Marsiglia          |        |                   |                               |
| Diables Rouges de Villepinte | Villepinte         |        |                   |                               |
| Flash de La Courneuve        | La Courneuve       |        |                   |                               |
| Géant de Souffelweyersheim   | Souffelweyersheim  |        |                   |                               |
| Ladies                       | Aix-en-Provence    |        |                   |                               |
| Léopards de Rouen            | Rouen              |        |                   |                               |
| Lions de Bordeaux            | Bordeaux           |        |                   |                               |
| Molosses d'Asnières          | Asnières-sur-Seine |        |                   |                               |
| Tigres de Nancy              | Nancy              |        |                   |                               |
| Vikings de Villeneuve-d'Ascq | Villeneuve-d'Ascq  |        |                   |                               |

## Stagione regolare

### Calendario

#### 1ª giornata
| Nancy 3 febbraio 2018 | Tigres de Nancy | – () | Géant de Souffelweyersheim | Stade Aiguillettes |

| Parigi 3 febbraio 2018, ore 19:00 | ASPT 75 Dragons de Paris | 32 – 8 referto | Diables Rouges de Villepinte | Complexe Suzanne Lenglen |

| Bordeaux 4 febbraio 2018, ore 11:00 | Lions de Bordeaux | 38 – 0 referto | Alpine Thunders | Stade Charles-Martin |

#### 2ª giornata
| Aix-en-Provence 24 febbraio 2018, ore 19:00 | Ladies | – () | Blue Stars de Marseille | Complexe Sportif du Val de l'Arc |

#### 3ª giornata
| 17 marzo 2018 | Alpine Thunders | – () | Ladies |  |

| Parigi 17 marzo 2018, ore 19:00 | ASPT 75 Dragons de Paris | 32 – 0 referto | Vikings de Villeneuve-d'Ascq | Complexe Suzanne Lenglen |

| Asnières-sur-Seine 17 marzo 2018, ore 19:00 | Molosses d'Asnières | – () | Tigres de Nancy | Stade Léo Lagrange |

| Bordeaux 18 marzo 2018, ore 11:00 | Lions de Bordeaux | 18 – 0 (a tavolino) | Blue Stars de Marseille | Stade Charles-Martin |

| La Courneuve 18 marzo 2018, ore 14:00 | Flash de La Courneuve | – () | Géant de Souffelweyersheim | Stade Géo André |

#### Recuperi 1
| Villeneuve-d'Ascq 25 marzo 2018, ore 14:00 | Vikings de Villeneuve-d'Ascq | 0 – 34 referto | Léopards de Rouen | Salle de la Taillerie |

#### Recuperi 2
| 1º aprile 2018 | Diables Rouges de Villepinte | 8 – 18 | Léopards de Rouen |  |

#### 4ª giornata
| Villeneuve-d'Ascq 7 aprile 2018, ore 11:00 | Vikings de Villeneuve-d'Ascq | 0 – 16 | Diables Rouges de Villepinte | Salle de la Taillerie |

| Nancy 7 aprile 2018 | Tigres de Nancy | – () | Flash de La Courneuve | Stade Aiguillettes |

| Aix-en-Provence 7 aprile 2018, ore 19:00 | Ladies | – () | Lions de Bordeaux | Complexe Sportif du Val de l'Arc |

| Souffelweyersheim 8 aprile 2018, ore 14:00 | Géant de Souffelweyersheim | – () | Molosses d'Asnières | Stade Municipal |

| Rouen 8 aprile 2018, ore 14:00 | Léopards de Rouen | 12 – 30 referto | ASPT 75 Dragons de Paris | Terrain Marcel Lemire |

| Marsiglia 8 aprile 2018, ore 14:00 | Blue Stars de Marseille | 36 – 0 referto | Alpine Thunders | Stade Saint-Jérôme |

#### Recuperi 3
| Asnières-sur-Seine 15 aprile 2018, ore 14:00 | Molosses d'Asnières | 30 – 0 referto | Flash de La Courneuve | Stade Léo Lagrange |

#### 5ª giornata
| Rouen 22 aprile 2018, ore 14:00 | Léopards de Rouen | 18 – 0 (a tavolino) | Vikings de Villeneuve-d'Ascq | Terrain Marcel Lemire |

#### 6ª giornata
| La Courneuve 28 aprile 2018, ore 19:00 | Flash de La Courneuve | 0 – 20 referto | Molosses d'Asnières | Stade Géo André |

#### 7ª giornata
| 5 maggio 2018 | Alpine Thunders | 12 – 22 referto | Lions de Bordeaux |  |

| 5 maggio 2018 | Diables Rouges de Villepinte | 0 – 18 (a tavolino) | ASPT 75 Dragons de Paris |  |

| Marsiglia 6 maggio 2018, ore 11:00 | Blue Stars de Marseille | – () | Ladies | Stade Saint-Jérôme |

| Souffelweyersheim 6 maggio 2018, ore 14:00 | Géant de Souffelweyersheim | – () | Tigres de Nancy | Stade Municipal |

### Classifica
La classifica della regular season è la seguente:
- PCT = percentuale di vittorie, G = partite giocate, V = partite vinte, P = partite perse, PF = punti fatti, PS = punti subiti

#### Poule Nord A
| Pos. | Squadra                    | PCT   | G | V | N | P | PF | PS |
| ---- | -------------------------- | ----- | - | - | - | - | -- | -- |
| 1    | Molosses d'Asnières        | 1.000 | 2 | 2 | 0 | 0 | 50 | 0  |
| 2    | Flash de La Courneuve      | .000  | 2 | 0 | 0 | 2 | 0  | 50 |
| -    | Tigres de Nancy            | -     | - | - | - | - | -  | -  |
| -    | Géant de Souffelweyersheim | -     | - | - | - | - | -  | -  |

#### Poule Nord B
| Pos. | Squadra                      | PCT   | G | V | N | P | PF  | PS  |
| ---- | ---------------------------- | ----- | - | - | - | - | --- | --- |
| 1    | ASPT 75 Dragons de Paris     | 1.000 | 4 | 4 | 0 | 0 | 112 | 20  |
| 2    | Léopards de Rouen            | .750  | 4 | 3 | 0 | 1 | 82  | 38  |
| 3    | Diables Rouges de Villepinte | .250  | 4 | 1 | 0 | 3 | 32  | 68  |
| 4    | Vikings de Villeneuve-d'Ascq | .000  | 4 | 0 | 0 | 4 | 0   | 100 |

#### Poule Sud
| Pos. | Squadra                 | PCT   | G | V | N | P | PF | PS |
| ---- | ----------------------- | ----- | - | - | - | - | -- | -- |
| 1    | Lions de Bordeaux       | 1.000 | 3 | 3 | 0 | 0 | 78 | 12 |
| 2    | Blue Stars de Marseille | .500  | 2 | 1 | 0 | 1 | 36 | 18 |
| 3    | Alpine Thunders         | .000  | 3 | 0 | 0 | 3 | 12 | 96 |
| -    | Ladies                  | -     | - | - | - | - | -  | -  |

## Playoff

### Tabellone
|  | Finale di Conference | Finale di Conference     | Finale di Conference |                     |    | IV Finale | IV Finale         | IV Finale |  |
|  |                      |                          |                      |                     |    |           |                   |           |  |
|  |                      |                          |                      |                     |    | 1S        | Lions de Bordeaux | 0         |  |
|  |                      |                          |                      |                     |    | 1S        | Lions de Bordeaux | 0         |  |
|  |                      |                          |                      | Molosses d'Asnières | 44 |           |                   |           |  |
|  | 1N-A                 | Molosses d'Asnières      | 46                   | Molosses d'Asnières | 44 |           |                   |           |  |
|  | 1N-A                 | Molosses d'Asnières      | 46                   |                     |    |           |                   |           |  |
|  | 1N-B                 | ASPT 75 Dragons de Paris | 6                    |                     |    |           |                   |           |  |

### Finale di Conference
| Asnières-sur-Seine 20 maggio 2018, ore 14:00 | Molosses d'Asnières | 46 – 6 referto | ASPT 75 Dragons de Paris | Stade Jacques Anquetil |

### IV Finale
| Asnières-sur-Seine 10 giugno 2018, ore 14:00 | Lions de Bordeaux | 0 – 44 | Molosses d'Asnières | Stade Léo Lagrange |

## Verdetti
- Molosses d'Asnières Campionesse della Francia 2018 (4º titolo)